# Johann Gottlieb Graun
Johann Gottlieb Graun (Wahrenbück, 1703. október 28. – Berlin, 1771. október 27. ) német barokk zeneszerző, Carl Heinrich Graun bátyja, korának széles körben ismert hangszeres zeneszerzője.

## Élete
1703-ban Wahrenbück városában született. Zenei tanulmányait a drezdai Kreuzschule diákjaként kezdte, majd később Pisendel, aztán Itáliában Tartini tanítványa lett. Miután visszatért a Német-római Birodalom területére, a drezdai udvarban kapott állást: az udvari zenekar zenésze lett. 1726-ban Merseburg városába költözött, ahol koncertmesterré nevezték ki. Tanítványokat is vállalt, többek között Wilhelm Friedemann Bachot oktatta zeneszerzésre és hangszeres zenére.
Öt évvel később Wadeck herceg szolgálatába lépett, ám egy év múlva elhagyta a hercegi udvart és a későbbi II. Frigyes porosz király zenekarában vállalt állást. Később öccse is a zenekar tagja lett. Mikor 1740-ben II. Frigyes trónra lépett, az idősebb Graunt kinevezte zenekarra karmesterévé, míg a fiatalabbat az udvari operatársulat megalapításával bízta meg. Johann Gottlieb életé végéig megmaradt karmesterként Frigyes szolgálatában.
Korának egyik legjelentősebb német mestere. A gáláns hangszeres zene erőteljes reprezentánsa volt. Versenyművek, nyitányok, szimfóniák, szonáták mellett kantátákat is komponált. Csak szimfóniákból mintegy 100 alkotott, ezek három tételesek, az olasz sinfonia mintáját követik, szerkesztésmódjuk homofón, imitációs, kánon- és fúgatechnikával teletűzdelt.